# Slup
Slup (německy Zulb, do roku 1949 Čule) je obec v okrese Znojmo v Jihomoravském kraji. Leží při Dyjsko-mlýnském náhonu zhruba čtrnáct kilometrů jihovýchodně od Znojma. Žije zde 533 obyvatel.

## Název
Písemný doklad z latinsky psané listiny z 1228 Zelub je možné vyložit dvojím způsobem: Pravděpodobnější je, že jako místní jméno se ustálilo obecné slup, což byl druh pasti na ryby. Vedle toho je možné, že zápis Zelub je nedokonalým zachycením jména Sělubi odvozeného od osobního jména Sělub, takže význam místního jména by pak byl "Sělubové" ("Sělubova rodina"). Do němčiny bylo jméno převzato už ve 13. století zprvu v podobě Z(e)lub nebo Z(e)luw, v níž záhy došlo k hláskovému přesmyku na Zulb/Zulw. Z ní vznikla nová česká podoba Čulva (doložená 1510) změněná o něco později (doložená 1542) na Čule (zprvu ženského rodu) a používaná až do 20. století. Teprve v roce 1949 jméno změněno podle předpokládané původní podoby.

## Historie
První písemná zmínka o obci asi pochází z latinsky psané listiny (falza) sepsané někdy ve 12. století a hlásící se do předchozího století (neobsahuje však konkrétní dataci), v níž kníže Břetislav I. obdarovává staroboleslavskou kapitulu pozemkovými majetky v Čechách a na Moravě. Mezi zmíněnými majetky je i surgustum, quod vulgo dicitur Zlup ("surgustum (?), které se lidově nazývá Zlup"). První nepochybná zmínka (týkající se místního kostela) je z listiny Přemysla Otakara I. z listopadu 1228 pro klášter v Oslavanech.

## Obyvatelstvo
| Rok            | 1869  | 1880  | 1890  | 1900  | 1910  | 1921  | 1930  | 1950 | 1961 | 1970 | 1980 | 1991 | 2001 | 2011 | 2021 |
| -------------- | ----- | ----- | ----- | ----- | ----- | ----- | ----- | ---- | ---- | ---- | ---- | ---- | ---- | ---- | ---- |
| Počet obyvatel | 1 299 | 1 483 | 1 592 | 1 646 | 1 725 | 1 700 | 1 693 | 697  | 648  | 564  | 534  | 437  | 408  | 438  | 494  |
| Počet domů     | 231   | 304   | 316   | 350   | 364   | 371   | 416   | 211  | 154  | 143  | 151  | 157  | 168  | 189  | 209  |

## Obecní správa

### Části obce
- Oleksovičky
- Slup

### Obecní symboly
Znak a vlajka byly obci uděleny rozhodnutím předsedy Poslanecké sněmovny Parlamentu České republiky dne 25. listopadu 2003.

## Organizace
- SDH Slup
- SFK Slup
- Myslivecké sdružení
- Klub matek
- Skupina vinařů Slup o.s.
- Klub seniorů Slup – Oleksovičky

## Pamětihodnosti
- Kostel Jména Panny Marie z 15. století, v 17. století barokizován
- Panská rybárna v místech bývalé tvrze
- Socha svatého Jana Nepomuckého
- Sloup se sochou svatého Šebestiána na návsi
- Vodní mlýn z renesančního období, národní kulturní památka
- Muzeum čs. opevnění 1935–1938[11]

## Galerie

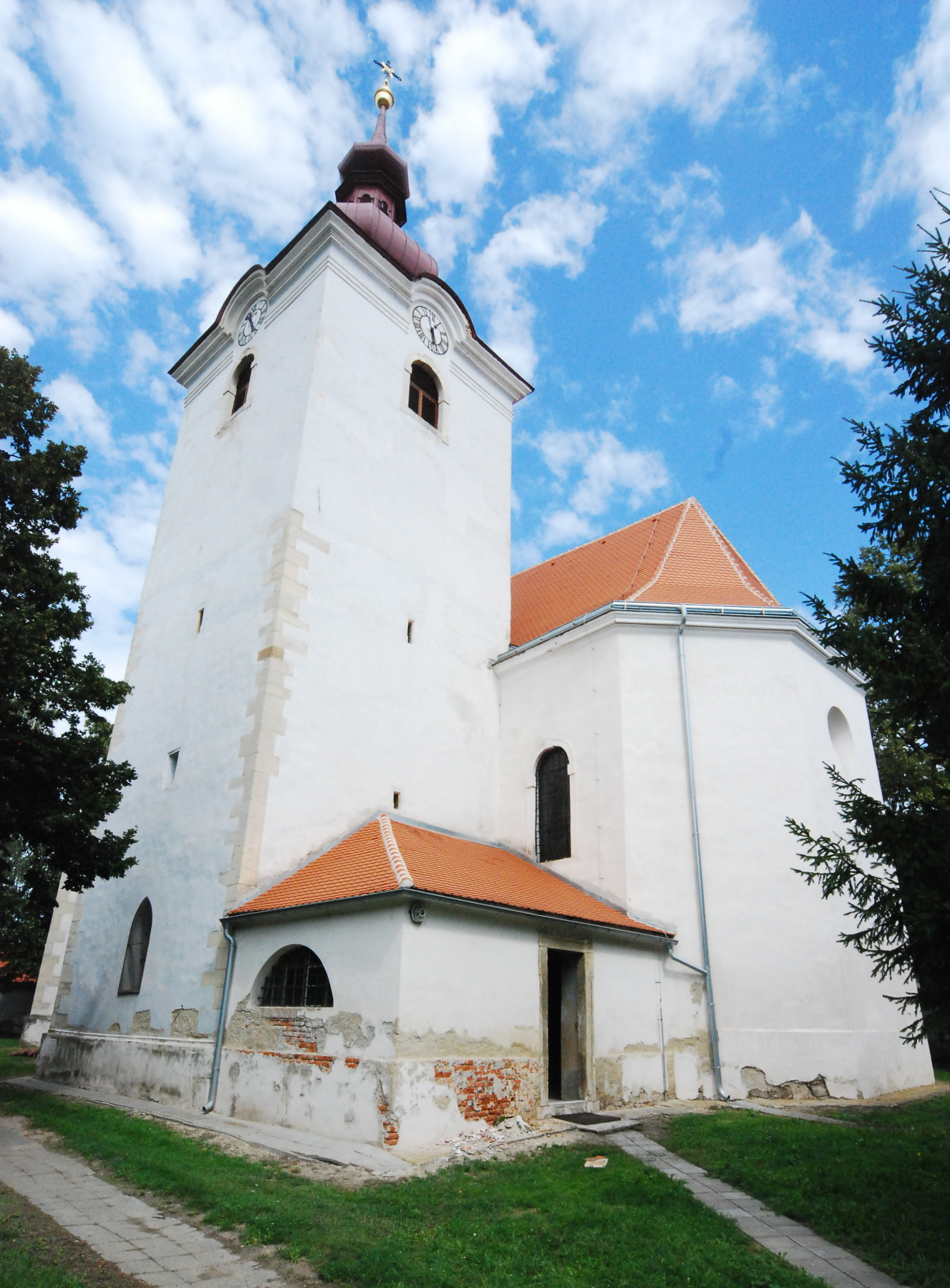
Kostel Jména Panny Marie
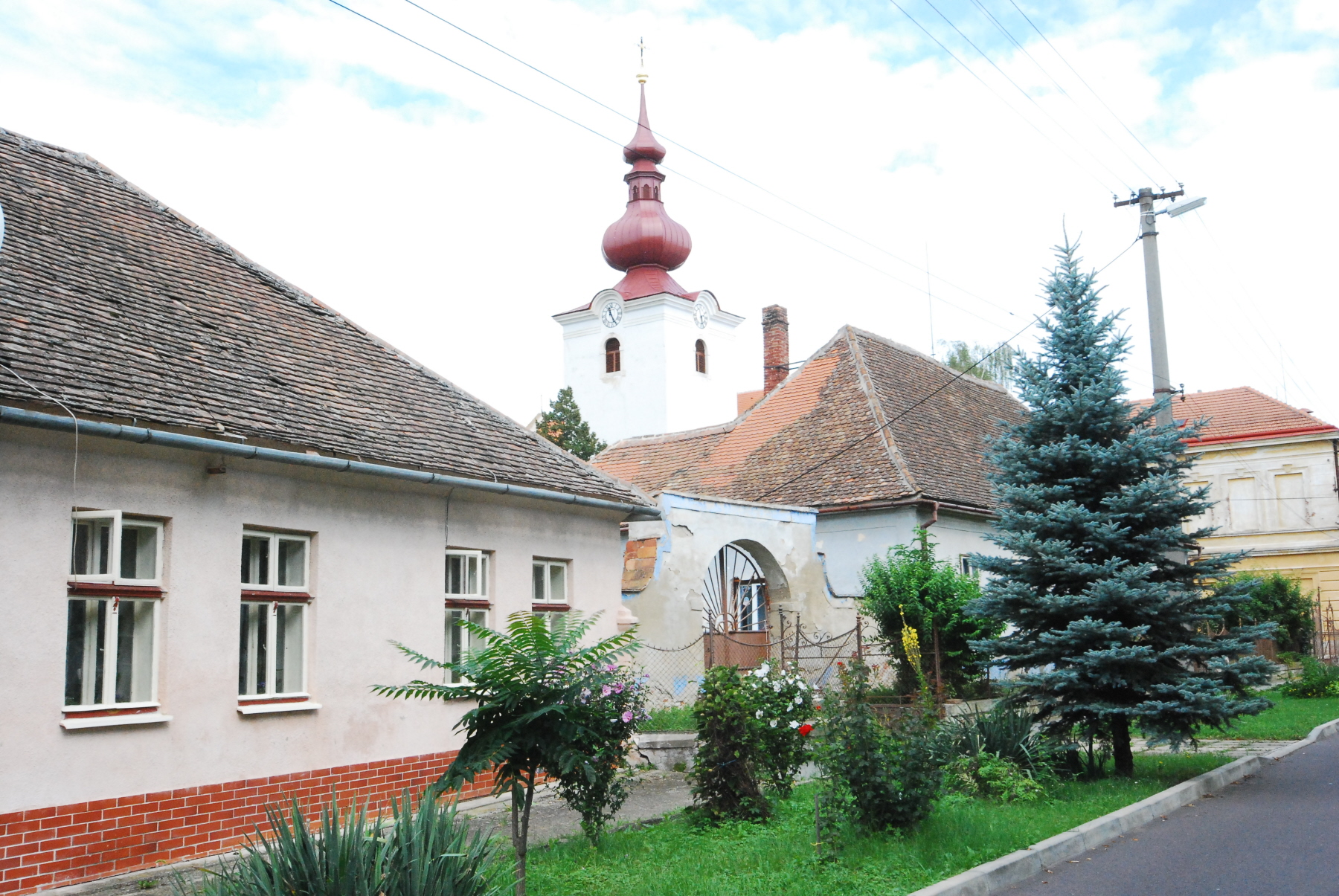
Domy na návsi a věž kostela
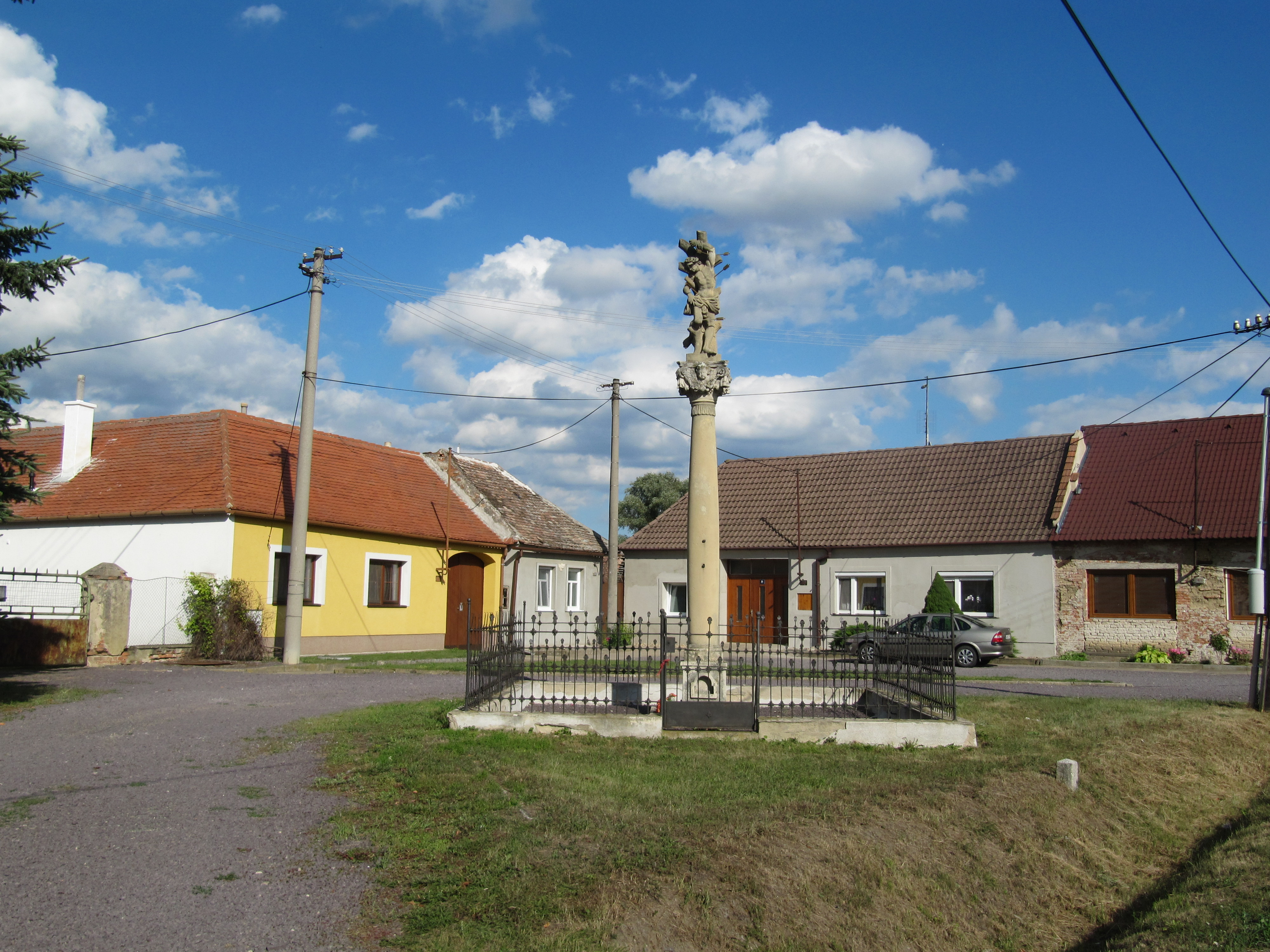
Sloup se sochou svatého Šebestiána
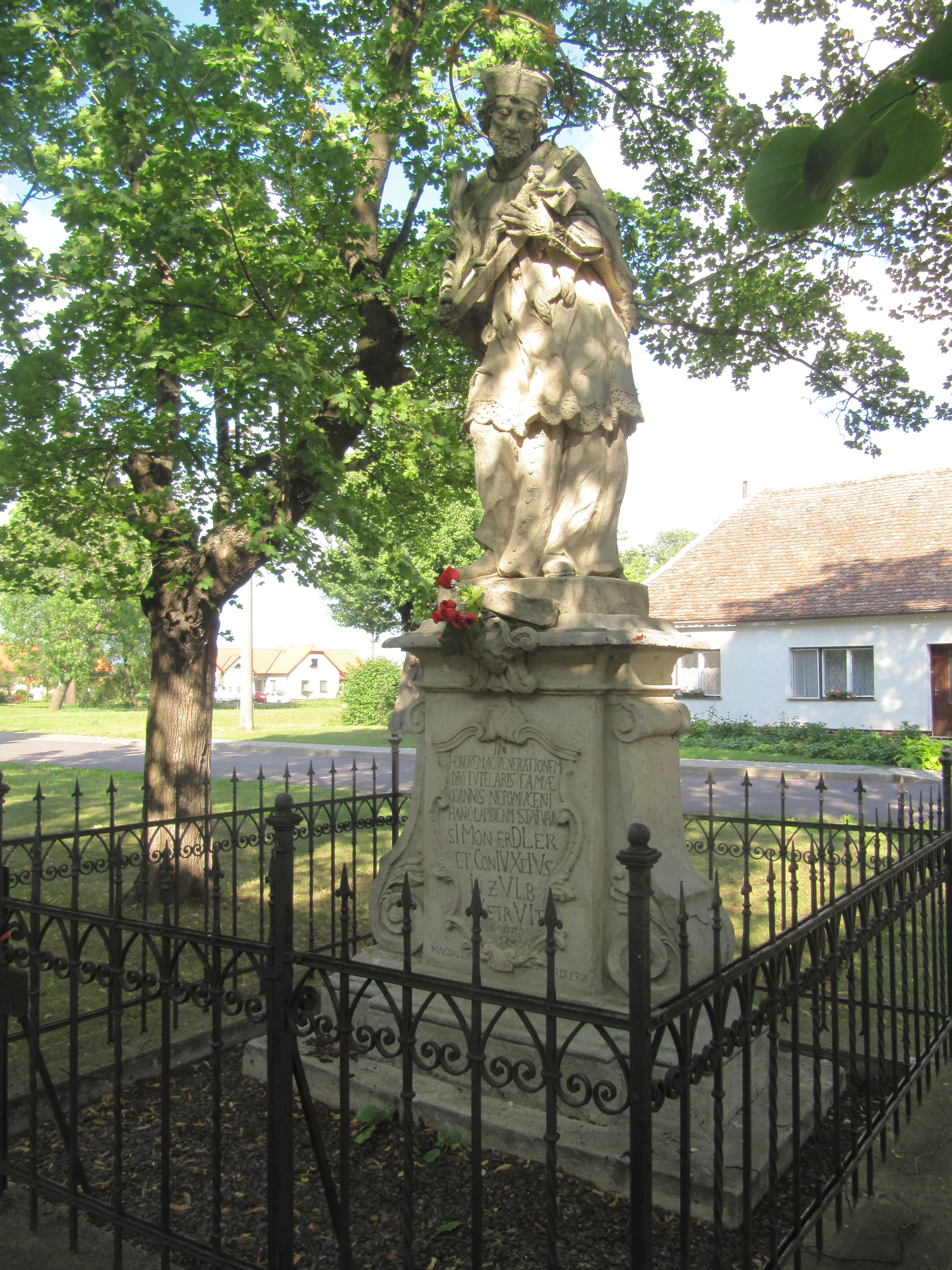
Socha svatého Jana Nepomuckého
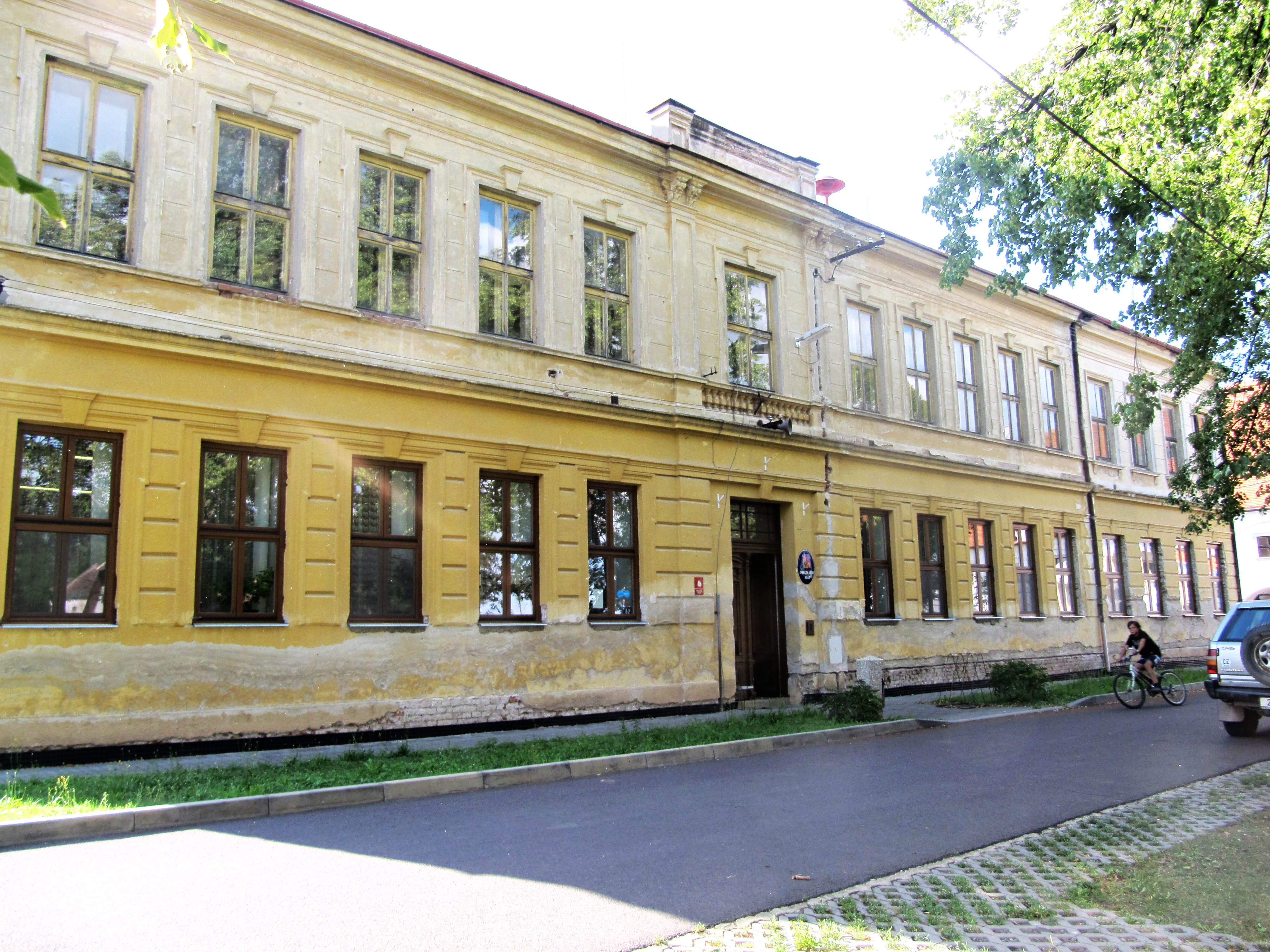
Obecní úřad